# Crisi orientale del 1840
La crisi orientale del 1840 fu un episodio della guerra egizio-ottomana nel Mediterraneo orientale, innescata dal desiderio dell'autoproclamato Khedive dell'Egitto e del Sudan Muḥammad ʿAli Pascià di stabilire un impero personale nell'Eyalet d'Egitto.

## Antefatto
Nei decenni precedenti, Muḥammad ʿAli aveva ampliato e rafforzato la sua presa sul territorio ottomano, a cominciare dall'Egitto dove fungeva da viceré del sultano. Richiesto di assistere gli Ottomani nella guerra d'indipendenza greca, Muḥammad ʿAli in cambio chiese che parti della Siria ottomana fossero trasferite al suo governo personale. Quando la guerra finì e la Sublime Porta non mantenne la sua promessa, Muḥammad ʿAli lanciò una campagna militare contro i suoi signori ottomani e conquistò facilmente la maggior parte delle terre siriane.

### Guerra siriana
Nel 1839 l'Impero ottomano tentò di riconquistare la Siria, ma fu sconfitto dal figlio di Muhammad Ali, Ibrāhīm Pascià, nella battaglia di Nezib. Così, la nuova guerra tra Muhammad Ali e gli ottomani si intensificò, con questi ultimi che ancora una volta non riuscirono a condurla con successo. Nel giugno 1840 l'intera marina ottomana si arrese a Muḥammad ʿAli e i francesi progettarono di offrirgli pieno sostegno.
L'Impero ottomano era sull'orlo del collasso totale e della sconfitta da parte di Muḥammad ʿAli; un'alleanza di potenze europee, che comprendeva Gran Bretagna, Impero austriaco, Prussia e Russia, decise allora di intervenire a fianco del giovane sultano Abdülmecid I.

Le estensioni territoriali di Muhammad Ali nel 1840

## Convenzione di Londra
Con la Convenzione di Londra, firmata il 15 luglio 1840, le Grandi Potenze offrirono a Muhammad 'Ali e ai suoi eredi il controllo permanente su Egitto, Sudan e dell'Eyalet di Acri, a condizione che questi territori fossero rimasti nominalmente parte dell'Impero ottomano. Se non avesse accettato il ritiro delle sue forze entro dieci giorni, Muḥammad ʿAli avrebbe perso l'offerta del sud della Siria; se avesse ritardato l'accettazione di oltre 20 giorni, ciò avrebbe comportato l'implicita rinuncia a tutto ciò che gli era stato offerto. Le potenze europee avevano deciso di utilizzare tutti i mezzi di persuasione possibili per realizzare l'accordo, ma Muḥammad 'Ali esitò, credendo nel sostegno della Francia.

### La posizione francese
I francesi, sotto il nuovo gabinetto del Primo ministro Adolphe Thiers, cercavano di aumentare l'influenza francese in Nord Africa dopo la conquista dell'Algeria. A questo fine sostenere la rivolta di Muḥammad ʿAli, fino a quel momento riuscita, sembrava adatto. Il contrammiraglio Julien Pierre Anne Lalande fu inviato nel Mediterraneo per unire le sue forze alla flotta ottomana che aveva disertato. La Francia divenne però politicamente isolata quando le altre Grandi Potenze sostennero il sultano e Thiers non si mostrò preparato a portare il paese in guerra aperta con la Gran Bretagna. La Francia cambiò posizione e si schierò contro Muḥammad ʿAli nell'ottobre 1840.

## La campagna militare

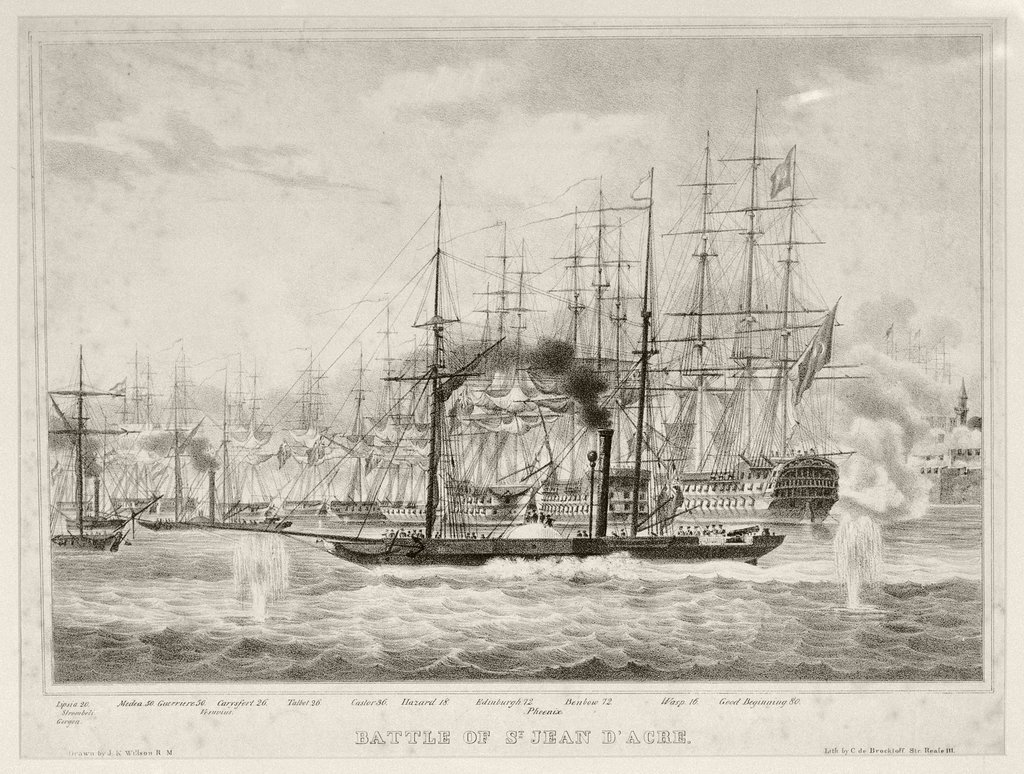
La HMS Phoenix (1832) durante il bombardamento di Acri del 1840

Nel settembre 1840 le potenze europee passarono infine dai mezzi diplomatici all'azione militare. Quando il sostegno francese a Muḥammad ʿAli non si materializzò, le forze navali britanniche e austriache nel Mediterraneo orientale si mossero contro la Siria e Alessandria d'Egitto.
Alessandria era il porto in cui si era ritirata la flotta ottomana disertrice. Dopo che la Royal Navy e la Marina austriaca avevano bloccato per la prima volta la costa del delta del Nilo, l'11 settembre 1840 si spostarono a est per bombardare Sidone e Beirut. Le forze britanniche e austriache attaccarono Acri. In seguito al bombardamento della città e del porto, il 3 novembre 1840 un piccolo gruppo da sbarco di truppe austriache, britanniche e ottomane (guidate personalmente dal comandante della flotta austriaca, l'arciduca Federico Ferdinando) prese la cittadella dopo che la guarnigione egiziana di Muhammad 'Ali era fuggita.

## Esito
Dopo la resa di Acri, Muḥammad ʿAli  accettò finalmente i termini della Convenzione il 27 novembre 1840. Rinunciò alle sue rivendicazioni su Creta e sul Ḥijāz e accettò di ridurre le sue forze navali e il suo esercito permanente a 18 000 uomini, a condizione che lui e i suoi discendenti avessero goduto del diritto ereditario su Egitto e Sudan, uno status inaudito per un chedivè ottomano. Un firmano, successivamente emesso dal sultano, confermò infatti il governo di Muḥammad ʿAli su Egitto e Sudan. Muhammad Ali si ritirò dalla Siria, dal Ḥijāz, dalla Terrasanta, da Adana e da Creta e restituì la flotta ottomana.